# 6640 Falorni
6640 Falorni (1990 DL) là một tiểu hành tinh vành đai chính được phát hiện ngày 24 tháng 2 năm 1990 bởi Osservatorio San Vittore ở Bologna.